# وارش (مجموعه تلویزیونی)
وارش (به گیلکی:باران) یک مجموعه تلویزیونی تاریخی-درام-داستانی ایرانی محصول سال ۱۳۹۸ به کارگردانی احمد کاوری است که از شبکه سه پخش می شد. سپس از شبکه تماشا هم پخش شد. در بخش نخست مجموعه تلویزیونی بخش‌های مربوط به دهه‌های ۳۰ و ۴۰ خورشیدی فیلم‌برداری شد. در بخش دوم قسمت‌های مربوط به دهه ۵۰ که منتهی به اتفاقات انقلاب و تأثیرات آن بر فضای داستان و سرنوشت شخصیت‌ها می‌شود جلوی دوربین می‌روند. این مجموعه در ۳۴ قسمت ۴۰ دقیقه ای تولید شده‌است. این مجموعه تلویزیونی اقتباسی از رمان مطرح مهاجران ، از هاوارد فاست است.

## بازیگران
- بهنام تشکر
- الهام طهموری
- نسرین بابایی
- علیرضا کمالی
- علیرضا جلالی‌تبار
- هدایت هاشمی
- امیررضا دلاوری
- رحیم نوروزی
- رامین راستاد
- داریوش کاردان
- سهیلا رضوی
- مصطفی فاضلی
- میلاد حسین‌پور
- شهرام قائدی
- سهی‌بانو ذوالقدر
- محمدامین امینی
- سارا احمدی
- فرخ نعمتی
- فریبا طالبی
- برزو ارجمند
- قربان نجفی
- افشین سنگ‌چاپ
- کوروش سلیمانی
- حدیثه تهرانی
- نیلوفر شهیدی
- آوا دارویت
- علی سلیمانی
- مهدی امینی‌خواه
- بیژن رحمتی لرد
- مینا نوروزی
- ساناز سماواتی
- مهدیه کوهستانی
- کرامت رودساز
- وحید شیخ‌زاده
- بهراد خرازی
- فرج الله گل سفیدی
- انوش نصر
- حمیدرضا محمدی
- منوچهر زنده‌دل
- فریده دریامج
- فهیمه مومنی
- فریماه احمدی
- امیر امیری
- مرجان متقی
- محمد امین

## فیلمبرداری
بندر کیاشهر، ساحل چمخاله، ارتفاعات سیاهکل ، لنگرود  و مناطقی دیگر در شمال ایران، از جمله لوکیشن‌های مجموعه تلویزیونی هستند. سکانس اول مجموعه تلویزیونی در مرداد ۱۳۹۷ کلید خورد.

## داستان
یارمحمد سیستانی با بازی علیرضا کمالی برای گریختن از گرسنگی و خشکسالی به همراه همسر باردارش به شمال ایران می‌رود پیش همشهری و دوست قدیمیش میرولی(هدایت هاشمی )می رود،تا حرفه ماهیگیری را پیشه کند. او که نمی‌داند ماهیگیری آن منطقه در سلطه گردنکشی به نام تراب (با بازی بهنام تشکر) است، به دریا می‌زند و در برابر تراب می‌ایستد. در پی زلزله زن یار محمد که تازه وضع حمل کرده می‌میرد، وارش (الهام طهموری) بیوه جوان که او نیز تازه زایمان کرده است و سال‌ها تراب در خیال ازدواج با او بوده است. یار محمد و وارش که حالا هر دو نوزادهای بدون پدرومادر دارند با اصرار میرولی و همسرش باهم ازدواج می کنند.تراب که ناراحت شده است نقشه‌ای می‌چیند تا یارمحمد را از سر راه بردارد، اما اتفاقی که هیچ‌کس انتظارش را نمی‌کشد، از راه رسیده و سرنوشت آدم‌ها را به هم پیوند می‌زند.پس از مدتی وارش که متوجه شده که تراب قاتل یارمحمد بوده تصمیم به قتل او می گیرد...
حالا فرزندان وارش و یارمحمد که مانند دو برادر از کودکی باهم بزرگ شده اند داستان را جلو میبرند داستان روایت دهه ۵۰و۶۰ است از قبل از انقلاب تا جنگ تحمیلی و... ،یوسف(علیرضا جلالی تبار)و شیوا(حدیثه تهرانی) عاشق یکدیگرند شیوادختر نادر خوش فکر(داریوش کاردان)یکی از متمولین که در روستا آنها دارای کارخانه و  زمین و ‌... است. از سوی ‌ديگر پسر تراب(رامین راستاد) هم عاشق اوست.جاوید (امیررضا دلاوری)پسر وارش و شکوفه دختر تراب که از نوجوانی دل در گرو عشق یکدیگر دارند و...

## دکور
محمودرضا تخشید تهیه‌کننده مجموعه تلویزیونی درخصوص لوکیشن این مجموعه که در خارج از فضای ساختمانی شهر تهران ساخته شده‌است، می‌گوید «زحمتی که دوستان تولید در این کار متحمل شدند اتفاق عجیب و غریبی بود. چراکه ما نه تنها از تهران خارج شدیم، بلکه به یک دوره تاریخی نیز وارد شدیم که در آن حتی المان‌های آن زمان نیز نشان داده می‌شود.» تخشید توضیح داد با توجه به اینکه داستان ما مربوط به دهه ۳۰ است، برای نمایش تصویر محیط با محدودیت‌هایی رو به رو بودیم. به نوعی ما باید کل خانه‌هایی که در آنجا وجود داشت را برای آن زمان بازسازی می‌کردیم. در آخر باید بگویم کار زیادی بود ولی همینک که پخش می‌شود، احساس می‌کنم این موضوع از جمله برتری‌های کار به‌شمار می‌آید. به نوعی در این کار به هیچ وجه المان جدید، نو و امروزی را نمی‌بینید و یک فضای قدیمی، کلاسیک و بومی به تصویر کشیده می‌شود که فکر می‌کنم حس مثبتی را برای بیننده خلق کرده‌است.

## اعتراض مردم گیلان
این مجموعه تلویزیونی به عقیده برخی از مردم گیلان، نمایندگان مجلس این استان و امام جمعه موقت رشت، توهین‌هایی به مردم گیلک داشته و مورد انتقاد مردم گیلان قرار گرفته‌است.